# Lynne Cheney

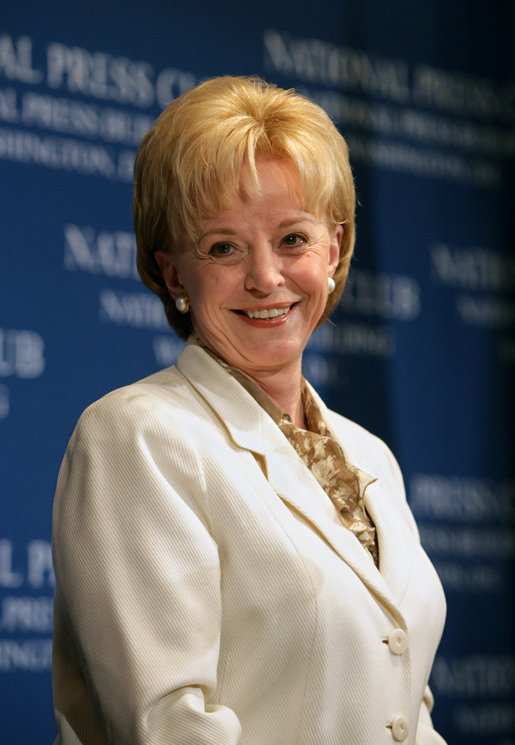
Lynne Cheney (2007)

Lynne Ann Vincent Cheney (* 14. August 1941 in Casper, Wyoming) ist eine US-amerikanische Literaturwissenschaftlerin und Autorin. Sie ist die Ehefrau des  46. Vizepräsidenten der Vereinigten Staaten, Richard B. Cheney. Sie lernten sich an der High School kennen und heirateten 1964. Sie haben zwei Töchter, Elizabeth wurde 1966 und Mary 1969 geboren.
Cheney absolvierte das Colorado College und die University of Colorado mit Auszeichnung. An der University of Wisconsin wurde sie mit einer Dissertation über Matthew Arnold's Possible Perfection: A Study of the Kantian Strain in Arnold's Poetry promoviert.
Cheney stand in den Jahren 1986 bis 1993 der Bundesbehörde National Endowment for the Humanities vor. In den Jahren 1994 bis 2001 gehörte sie dem Direktorium der Lockheed Corporation an, wofür sie jährlich 120.000 US-Dollar erhielt. Im Jahr 1995 gründete sie die konservative Organisation American Council of Trustees and Alumni.
Im Jahr 2000 gab es Überlegungen, Lynne Cheney für das Amt der US-Vizepräsidentin zu nominieren. George W. Bush entschied sich schließlich für ihren Ehemann, der dieses Amt von 2001 bis 2009 ausübte.
Cheney gehört dem Vorstand von Reader’s Digest an. Sie ist ebenfalls für den think tank American Enterprise Institute tätig.

## Veröffentlichungen
- 1964 – Sisters: A Novel of a Strong and Beautiful Women who Broke all the Rules of the American Frontier, ISBN 0-451-21420-X
- 1987 – American Memory: A Report on the Humanities in the Nations Public Schools, ISBN 0-16-004284-4
- 1992 – Academic Freedom, ISBN 1-878802-13-5
- 1995 – Telling the Truth, ISBN 0-684-82534-1
- 1996 – Kings of the Hill: How Nine Powerful Men Changed the Course of American History, ISBN 0-7567-5864-5
- 2002 – America: A Patriotic Primer, ISBN 0-689-85192-8
- 2003 – A is for Abigail: An Almanac of Amazing American Women, ISBN 0-689-85819-1
- 2004 – When Washington Crossed the Delaware: A Wintertime Story for Young Patriots, ISBN 0-689-87043-4
- 2005 – A Time for Freedom: What Happened When in America, ISBN 1-4169-0925-7
- 2020 – The Virginia Dynasty: Four Presidents and the Creation of the American Nation, ISBN 978-1101980040

## Trivia
Lynne Cheney wird in dem Lied White America, von Eminem im Outro, neben Tipper Gore, genannt.